# Nhân quyền ở Hồng Kông

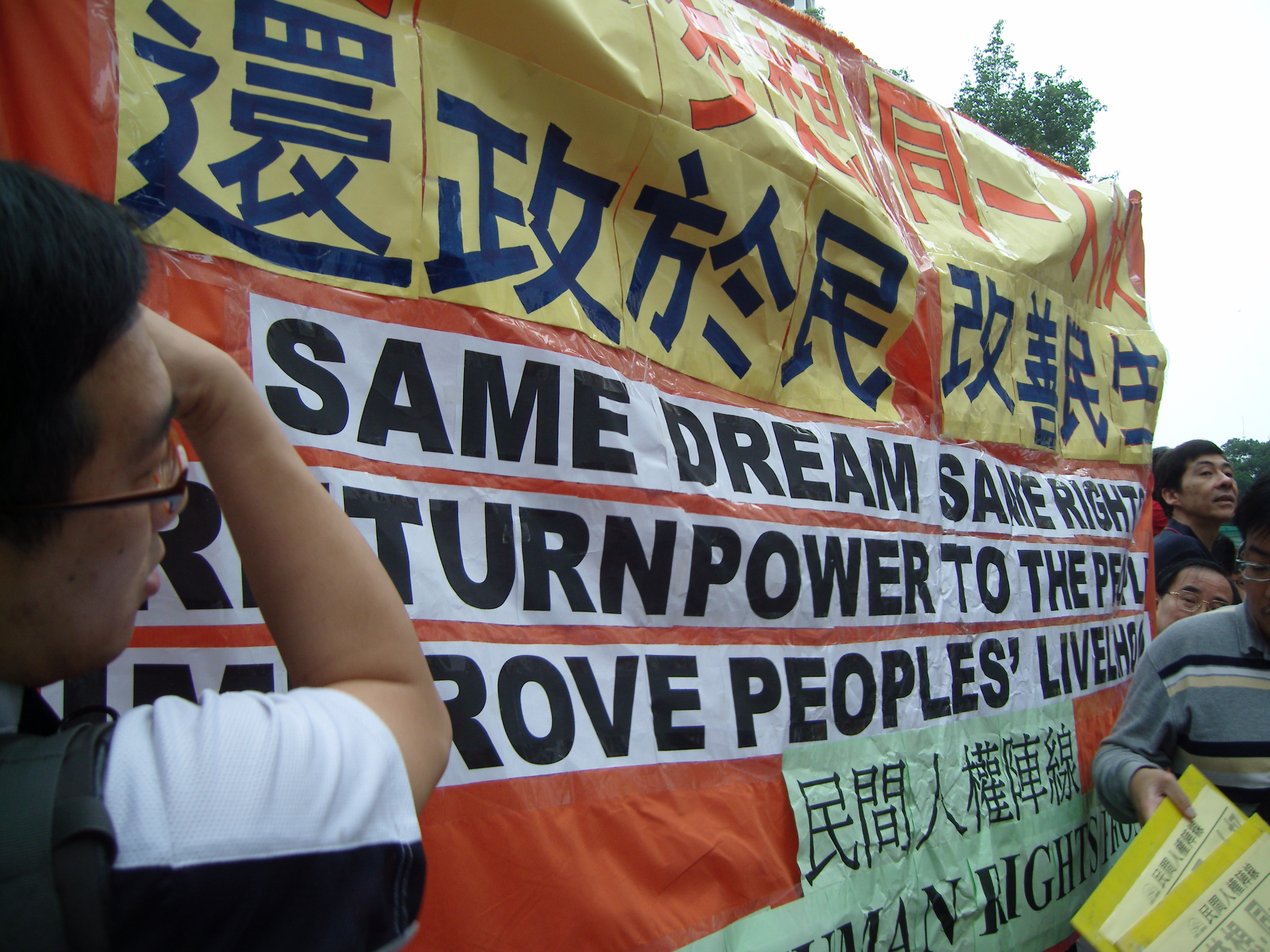
Ngọn đuốc Thế vận hội mùa hè 2008 tại Tsim Sha Tsui, Hồng Kông. Cuộc biểu tình của Mặt trận Nhân quyền.

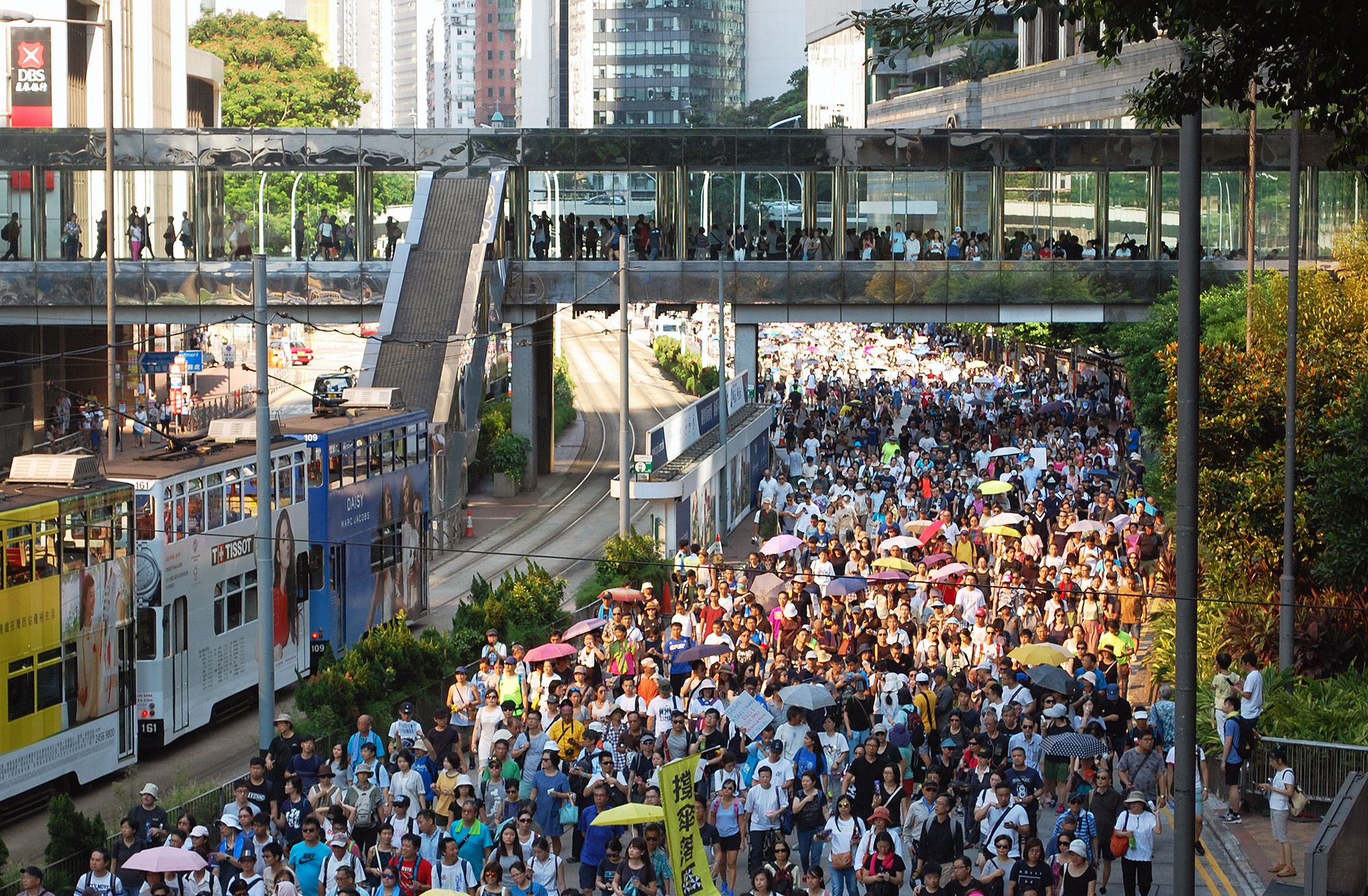
Tuần hành ủng hộ các nhà lãnh đạo dân chủ Hồng Kông bị bỏ tù, ngày 20 tháng 8 năm 2017

Bảo vệ quyền con người được quy định trong Luật cơ bản và Pháp lệnh về quyền của nó (Cap.383). Theo Pháp lệnh Quyền và Luật cơ bản Điều 39, Công ước quốc tế về quyền dân sự và chính trị (ICCPR) được đưa vào hiệu lực tại Hồng Kông. Bất kỳ luật pháp nào không phù hợp với Luật cơ bản đều có thể được các tòa án dành riêng.
Nhìn chung, Hồng Kông được cho là được hưởng một mức độ tự do dân sự cao. Chính phủ Hồng Kông thường tôn trọng quyền con người của công dân, mặc dù vấn đề cốt lõi vẫn còn. Có những lo ngại về quyền tự do hội họp bị hạn chế bởi Pháp lệnh Trật tự Công cộng. Cảnh sát đôi khi bị buộc tội sử dụng các chiến thuật nặng tay đối với người biểu tình  và các câu hỏi được đặt ra đối với các quyền lực rộng lớn của cảnh sát. Đối với quyền riêng tư, giám sát bí mật vẫn là mối quan tâm chính. Không có sự bảo vệ cho người đồng tính do không có luật phân biệt đối xử định hướng tình dục. Cũng có ý kiến liên quan đến việc thiếu bảo vệ quyền lao động.
Nhân quyền ở Hồng Kông đôi khi xuất hiện dưới sự chú ý của cộng đồng quốc tế vì vị thế thành phố thế giới của nó. Điều này đôi khi được các nhà bình luận sử dụng như một thước đo để đánh giá liệu Cộng hòa Nhân dân Trung Hoa có giữ được sự mặc cả của nguyên tắc " Một quốc gia, Hai chế độ" được trao cho Đặc khu hành chính Hồng Kông theo hiến pháp nhỏ hiện tại hay không, Luật cơ bản, theo Tuyên bố chung Trung-Anh. Các hành vi vi phạm nhân quyền bị cáo buộc đôi khi được những người hoài nghi sử dụng để lập luận rằng chính sách Một quốc gia, Hai chế độ là một thất bại.  